# Яконо, Франк
Франк Яконо (фр. Franck Iacono; род. 14 июня 1966, Антиб) — французский пловец, участник двух летних Олимпийских игр, многократный чемпион Франции в плавании вольным стилем.

## Спортивная биография
В 1984 году Франк принял участие в летних Олимпийских играх в Лос-Анджелесе. Французский пловец принял участие в двух дисциплинах. На дистанциях 400 и 1500 метров вольным стилем Иаконо вышел в финал, но оба раза приплыл к финишу 5-м.
В 1988 году Яконо вновь выступил на летних Олимпийских играх. На индивидуальных дистанциях французский пловец не смог попасть в 10-ку лучших, а в эстафете вместе со сборной Франции занял 7-е место.